# Ethel Smith (Organistin)
Ethel Smith (bürgerlich Ethel Goldsmith; * 22. November 1902 in Pittsburgh, Pennsylvania; † 10. Mai 1996 in Palm Beach, Florida) war eine US-amerikanische Organistin.

## Leben
Nach ihrem Abschluss am Carnegie Institute of Technology, wo sie Piano sowie die Sprachen Deutsch, Spanisch und Französisch studierte, nahm sie eine Stelle als Organistin in Kalifornien an. Nach einem längeren Aufenthalt in Argentinien kehrte sie während des Zweiten Weltkrieges in die USA zurück. 1944 veröffentlichte sie den Titel Tico-Tico, der bis auf Platz 14 der Billboard Charts stieg und heute zu den erfolgreichsten und meistinterpretierten Instrumentaltiteln im Bereich der Hammondorgelmusik zählt. Über eine Million Mal verkaufte sich dieses Stück. Im selben Jahr erhielt sie ihre erste Filmrolle als Musiklehrerin im Revuefilm Badende Venus. Weitere Rollen, in denen sie sich meist selbst spielte und die Protagonisten mit ihrer virtuosen Hammondorgel-Musik begeisterte, waren Twiced Blessed (1945), Eine Falle für die Braut (1946) und Musik, Tanz und Rhythmus (1948). Von 1945 bis 1947 war sie mit dem Schauspieler Ralph Bellamy verheiratet.

## Diskografie (Auswahl)

### Schellackplatten
- Tico Tico, Decca 23353
- Mambo Jambo, Decca 27119
- Monkey On A String, Decca 27183

### LPs
- Ethel Smith’s Cha Cha Cha Album, Decca DL 8164
- Christmas Music, Decca DL 8187
- Galloping Fingers, Decca DL 8456
- Latin From Manhattan, Decca DL 8457
- Miss Smith Goes To Paris, Decca DL 8640
- Dance To The Latin Rhythm’s Of Ethel Smith, Decca DL 8712
- Waltz With Me, Decca DL 8735
- Lady Fingers, Decca DL 8744
- Bright And Breezy, Decca DL 8799
- Seated One Day At The Organ, Decca DL 78902
- Bouquet Of The Blues, Decca DL 78955
- Ethel Smith On Broadway, Decca DL 78993
- Ethel Smith Swings Sweetly, Decca DL 74095
- The Many Moods Of Ethel Smith, Decca DL 74145
- Make Mine Hawaiian, Decca DL 74236
- Lady Of Spain, Decca DL 74325
- Rhythm Antics!, Decca DL 74414
- At The End Of A Perfect Day, Decca DL 74467
- Hollywood Favorites, Decca DL 74618
- Ethel Smith’s Hit Party, Decca DL 74803
- Ethel Smith, Vocalion VL 3669
- Organ Holiday, Vocalion VL 73778
- Silent Night--Holy Night, Vocalion VL 73882
- Parade, MCA Coral CB 20021

### CDs
- Tico Tico, Living Era AJA-5506 (2004). Eine Zusammenstellung von frühen Aufnahmen aus den Jahren 1944-1952
- The Fabulous Organ Music of Ethel Smith, MCA MSD-35255 (seit Dezember 2005 vergriffen)
- The First Lady of the Hammond Organ: Plays „Tico Tico“ & Other Great Recordings, Jasmine Music (2003). Eine Doppel-CD mit frühen Aufnahmen.